# Alfred Buß

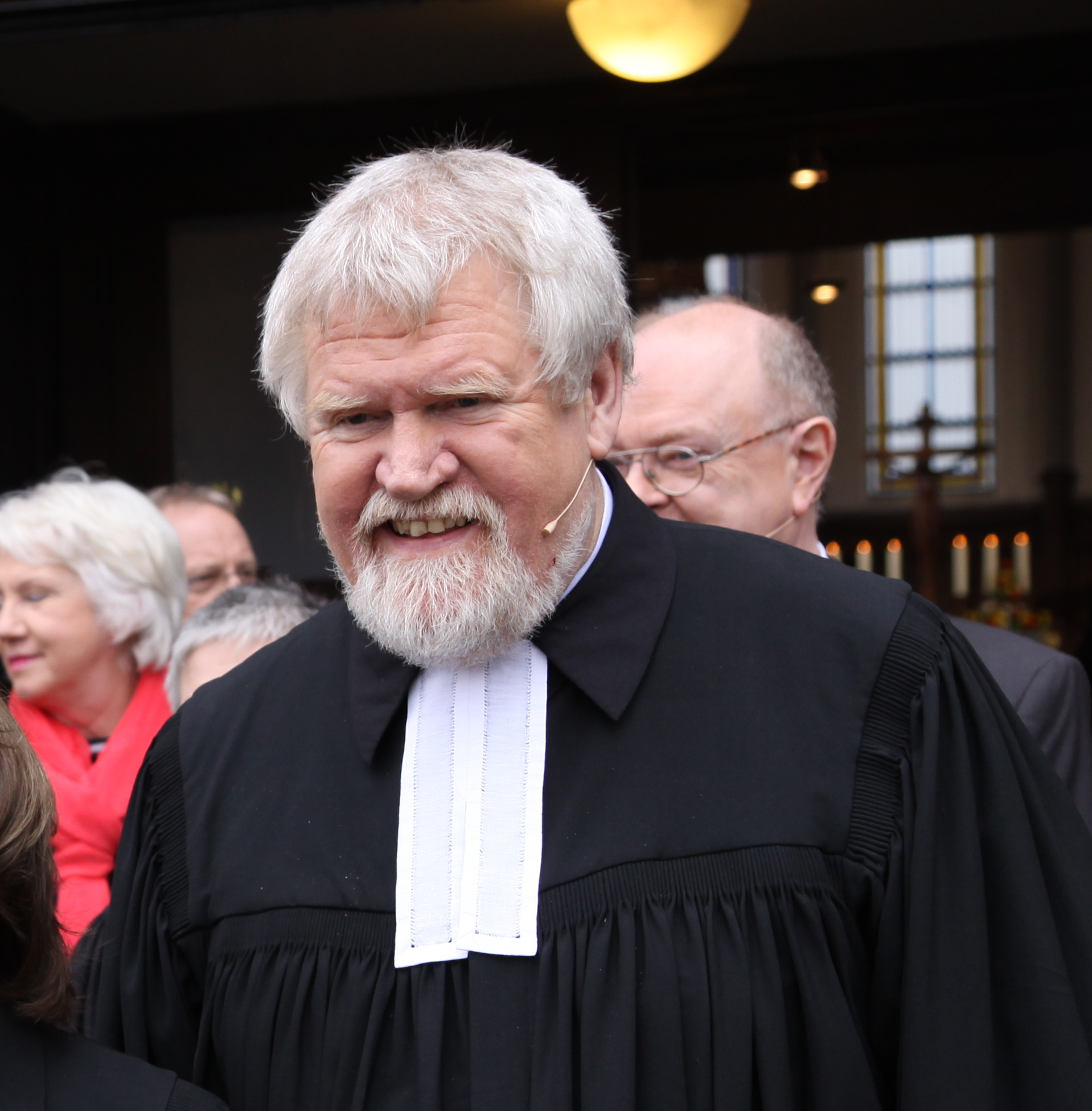
Alfred Buß (2012)

Alfred Buß (* 6. April 1947 in Bühren, Ostfriesland) ist ein deutscher evangelischer Theologe und war von 2004 bis 2012 Präses der Evangelischen Kirche von Westfalen mit Sitz in Bielefeld.

## Ausbildung
Alfred Buß wuchs auf einem Bauernhof auf. Nach dem Schulbesuch in Leer (Ostfriesland) wechselte er nach Espelkamp, wo er am Söderblom-Gymnasium Schülersprecher wurde und 1967 das Abitur ablegte. Anschließend nahm er das Studium der Theologie auf, das ihn an die Kirchliche Hochschule Bethel und die Eberhard Karls Universität Tübingen führte. In Tübingen bestand er das Erste Theologische Examen. Von 1973 bis 1975 war Buß Studienleiter im Evangelischen Studienwerk Villigst und ab 1974 berufsbegleitender Vikar in Hennen. Das Zweite Theologische Examen legte er 1975 in Bielefeld ab.

## Berufung
Von 1975 bis 1988 war Buß Pfarrer der Evangelischen Paul-Gerhardt-Gemeinde in Unna-Königsborn; danach übernahm er den Aufbau der „Regionalen Arbeitsstelle der westfälischen Kirche für den Kirchentag im Ruhrgebiet 1991“ (RAST). Im Jahr 1992 war Buß Berufsschulpfarrer im Kirchenkreis Unna; 1994 wurde er Superintendent dieses Kirchenkreises. Im Jahr 2004 wurde Alfred Buß als Nachfolger von Manfred Sorg zum Präses der Evangelischen Kirche von Westfalen gewählt und war damit leitender Geistlicher dieser Landeskirche, was dem Amt des Bischofs in anderen Landeskirchen entspricht. Als Präses war er per Amt auch Vorsitzender der Synode und des Landeskirchenamtes. Am 4. März 2012 gab er dieses Amt an seine Nachfolgerin Annette Kurschus ab. Buß ist Pate des Kinderhospizes Bethel in Bielefeld für unheilbar erkrankte Kinder.
Alfred Buß ist verheiratet mit Christa, geb. Gärtner, aus Hille-Neuenbaum. Die beiden haben drei Kinder.

## Auszeichnungen
Am 23. Juni 2009 wurde Buß von der Evangelisch-Theologischen Fakultät der Westfälischen Wilhelms-Universität in Münster die Ehrendoktorwürde verliehen. Hintergrund der Auszeichnung sind seine Verdienste um einen offenen Dialog zwischen der Evangelischen Kirche und den Bildungsträgern in Westfalen sowie insbesondere die Initiierung des Evangelischen Hochschultags im Jahr 2007 in Münster.

## Werk
Alfred Buß trat für das kirchliche Projekt Zukunft einkaufen ein: „In einer Zeit sich überlagernder Krisen ist es wichtig, dass die Kirchen in Deutschland gemeinsam Wege für einen nachhaltigen Konsum aufzeigen und dabei vorbildlich vorangehen.“

## Weitere Aktivitäten
Alfred Buß amtierte als Vorstandsvorsitzender der Stiftung Umwelt und Entwicklung Nordrhein-Westfalen. Er war Sprecher in der Sendung Das Wort zum Sonntag im Ersten.